# لاورنس، نیوجرسی
لاورنس (به انگلیسی: Lawrence Township) شهری در ایالت نیوجرسی کشور ایالات متحده آمریکا است که جمعیت آن در سرشماری سال ۲۰۱۰ میلادی، ۳۳٬۴۷۲ نفر بوده‌است.